# Timmels-hágó

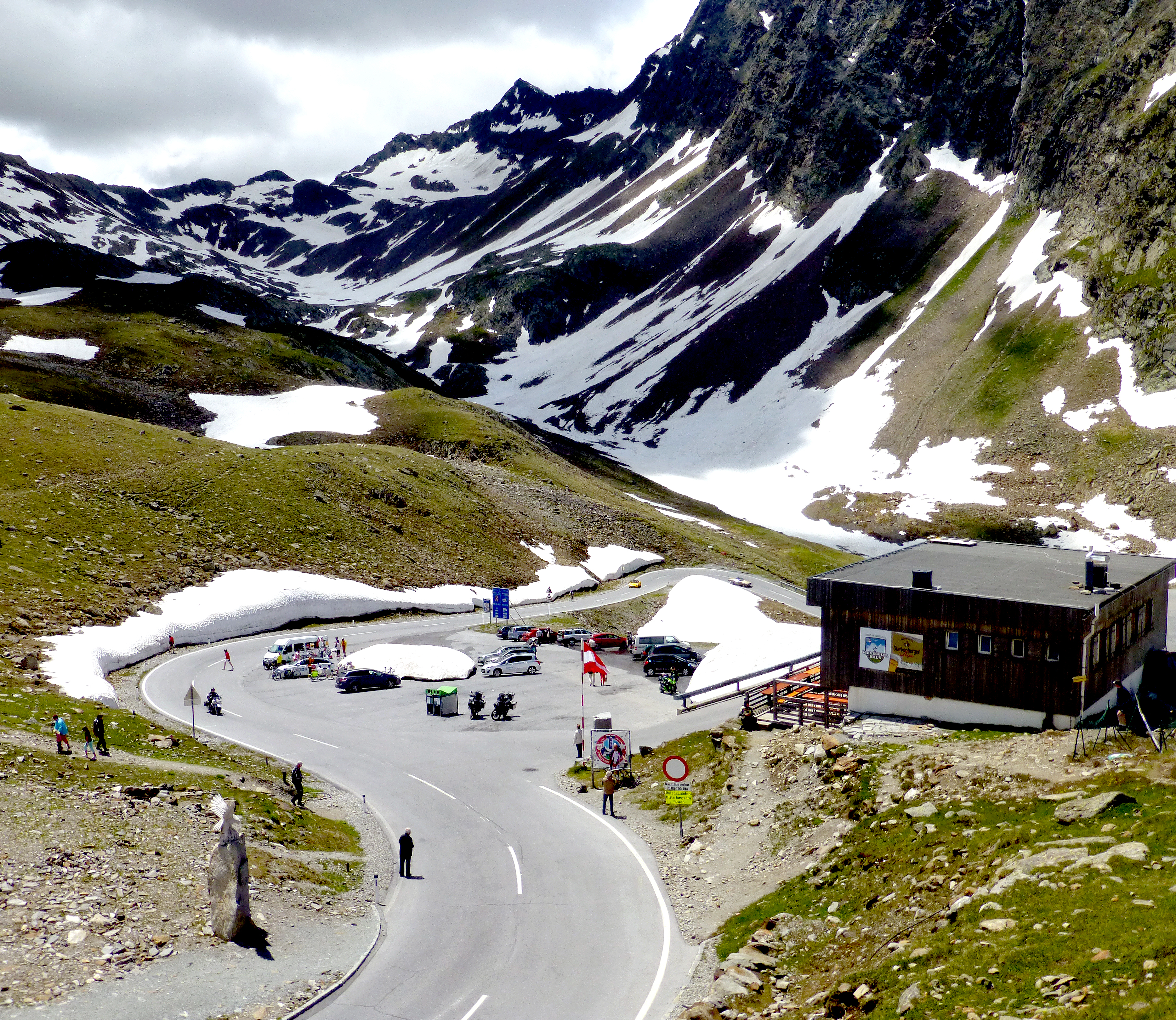
Timmelsjoch

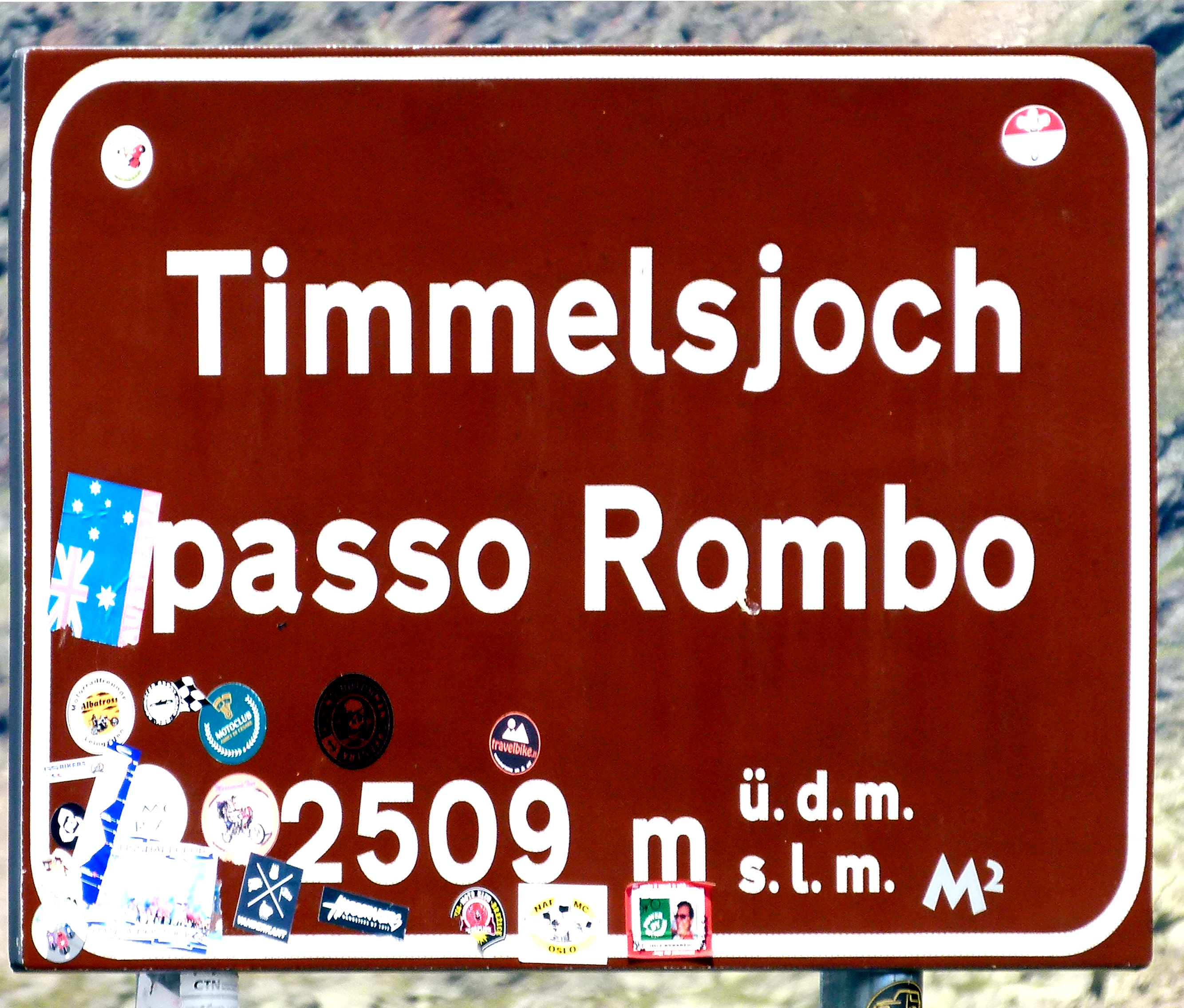
Timmelsjoch

Timmelsjoch

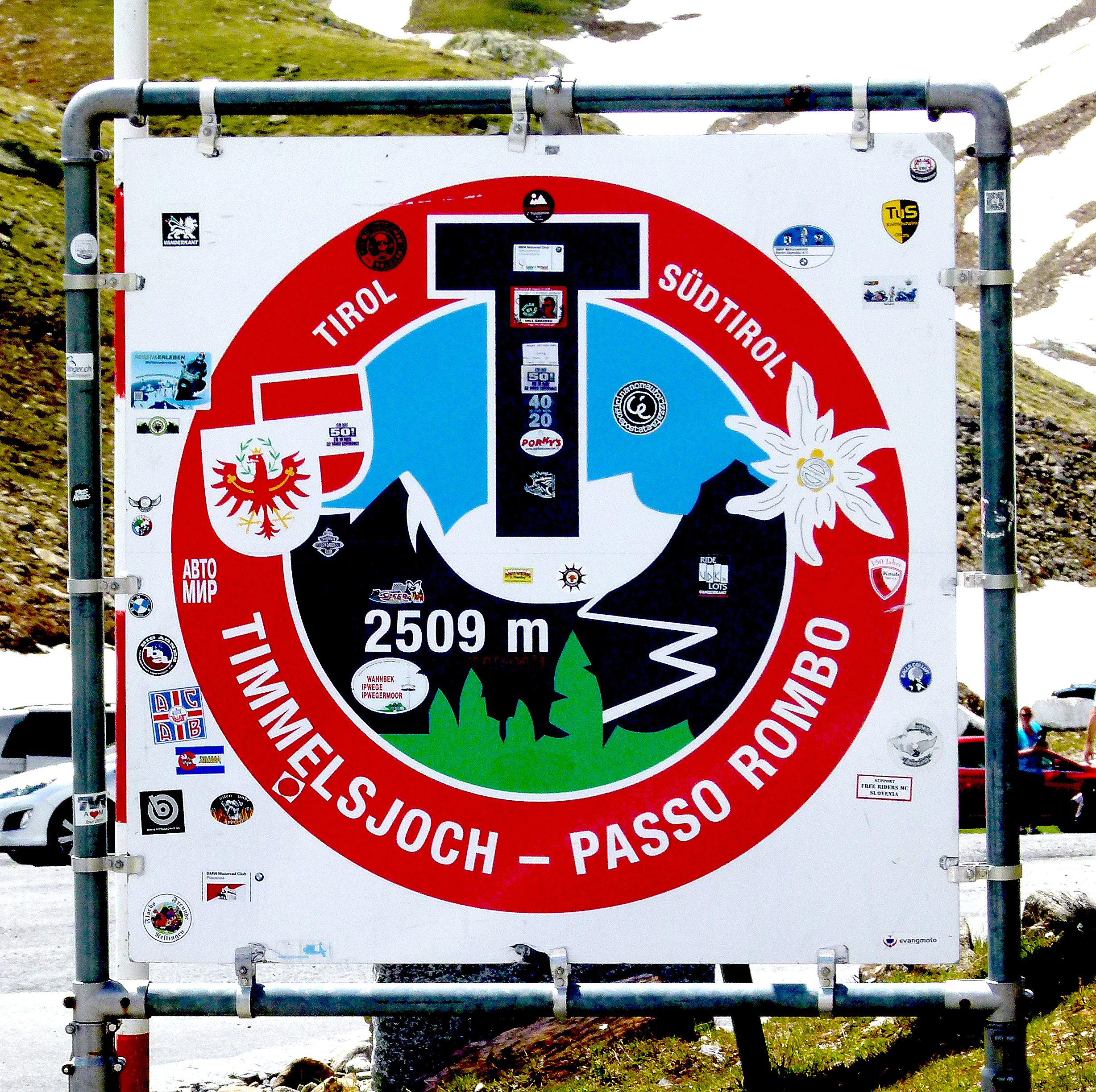
Timmelsjoch

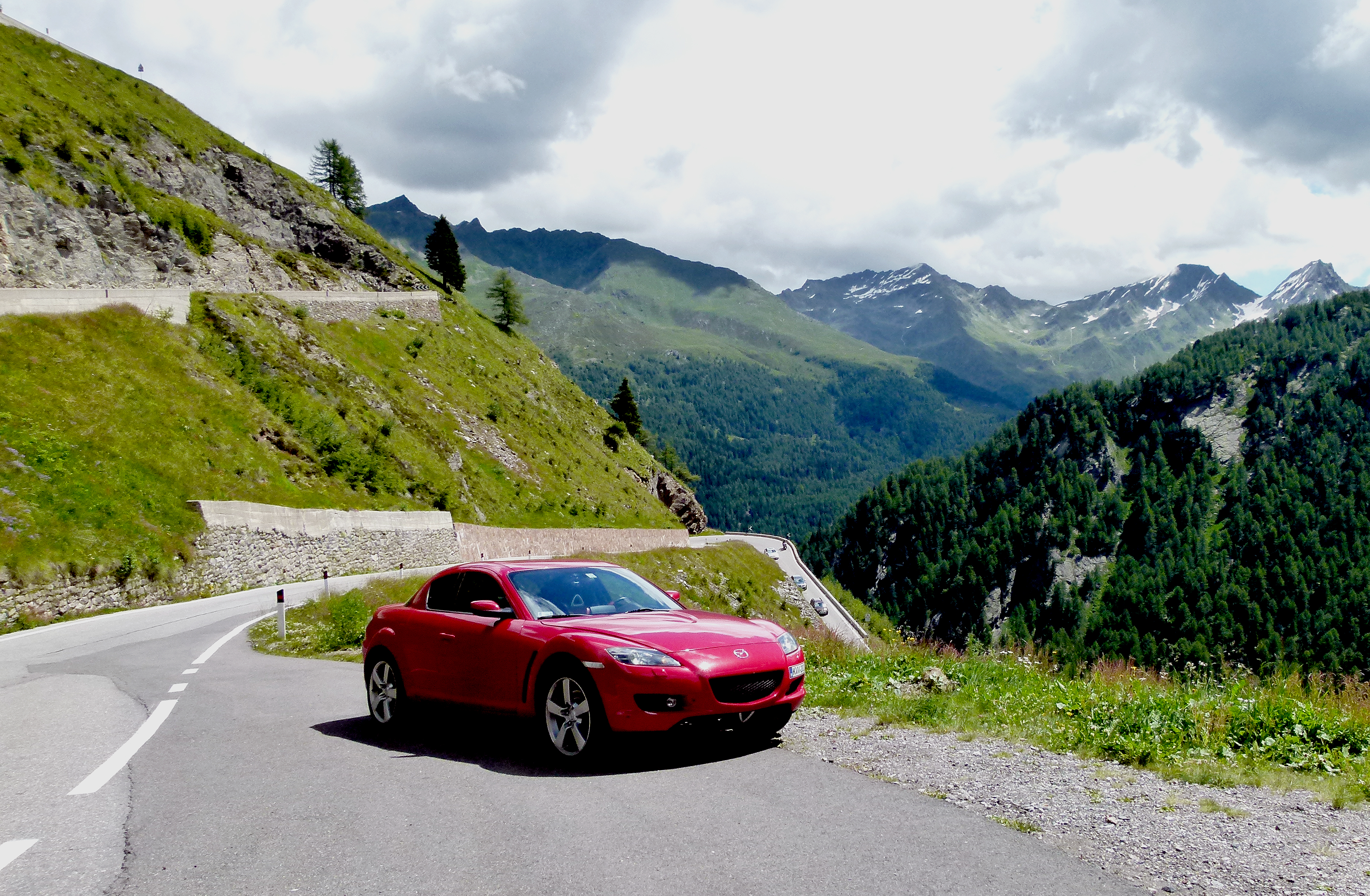
A déli hágóúton

A Timmels-hágó vagy Timmelsjoch-hágó (németül: Timmelsjoch, olaszul: Passo del Rombo) magashegyi közúti hágó az Alpokban, az Ötz-völgy és a Passeier-völgyek között. 1919 óta Ausztria és Olaszország államhatárán, 2509 m tengerszint feletti magasságban fekszik. A hágóhoz délről St. Leonhardtól az olasz 44b számú, északról Söldentől az osztrák ötz-völgyi 186. számú főközlekedési utak vezetnek. A hágó és hágóutak egyúttal szerves részét képezik az ausztriai A12 (Arlberg-) és az itáliai A13 (Brenner) autópályák, valamint (Meranónál) a vinschgaui (Val Venosta) 38. számú autóutakat összekötő – részben útrövidítő, de főként turista-idegenforgalmi közlekedési folyosónak.

## Nevének eredete
A „Timmel” szó a régi rétoromán visszafordulást, visszafordítót jelentő „tömbl” szóból ered, ami az ősi időkben használt egyik hágóútszakaszon található kisebb domb elnevezésével is azonos. Egyesek szerint a név származhat a latin „tumulus” kifejezésből is, ami ősi temetkezési szokás sírdombját jelenti. Az olasz elnevezés (Passo del Rombo) „Vihar-hágót” jelent, ez sokkal későbbi keletű elnevezés, és bizonyos romantikus-nemzeties helyi hagyományra utal.

## A hágó és hágóút története
A Timmelsjoch hágó első használói az Ötz-völgy őslakosai voltak. A középkorban a hágó volt a Felsőinn-völgyi grófság és a silzi püspökség (Urpfarre) déli határa. Később itt húzódott Petersberg bei Silz település közigazgatási határa. A hágót oklevelek először 1241-ben „Thymels”-ként említik. 1320-ban megtörtént egy málhásút kialakítása, bár ezt az utat a Fugger-Welser kalmártársaság már jóval korábban is szállítmányozási útnak használta. 1897-ben a Tiroli Tartományi Gyűlés (Landtag) a Timmelsen át egy közút kialakítását határozta el, azonban ennek megvalósítását más tervek megelőzték.
Az első világháborút lezáró saint-germaini békeszerződésben rögzítettek értelmében az új osztrák-olasz államhatárt és a hivatalos határátkelést is a hágón jelölték ki.
Egy, a Timmels-hágón áthaladó út terve aztán a második világháború időszakában ismét felmerült. Előadója Eduard Wallnöfer, tiroli születésű tartományi tanácsos (Landesrat), később tartományi főnök (Landeshauptmann) volt. A déli rámpát képező hágóutat – a hágó előtt 2 kilométernyi szakasz kivételével – Benito Mussolini idejében 1933-ban kiépítették ugyan, de az út építésének befejezését a Berlin–Róma Tengely politikájában azon időben jelentkező, Mussolini és Hitler közti nézeteltérések miatt megakasztották.
1945 április-májusában, a második világháború utolsó heteiben a német Wehrmacht számos egysége Itáliából ezen a hágón vonult vissza az Ötz-völgybe.
Az északi hágóút (Nordrampe) 1955 és 1959 között, akkori áron 28 millió schilling összegben (ma mintegy 2 millió euró) létesült. A hiányzó szakasz befejezése – az ismert Dél-Tirol konfliktus miatt – az 1968. szeptember 15-i hivatalos útvonal-csatlakozás átadásáig váratott magára.

## A hágó és hágóutak jellemzői
- Déli hágóút (rámpa)

>>
- A hágócsúcs:

>>
- Az északi hágóút (rámpa):

## A természeti környezet
A hágóútszakaszokat magashegyi környezetként a következő hegycsúcsok kísérik:
- Moosból (Moso) indulva: jobb (keleti) oldalról: Schneeberg (2355 m), Scheibkopf (2156 m).
- Ugyancsak innen indulva, de bal oldalról: Seebergspitze (3286 m), Hochfirst (3403 m), Granatkogel (3312 m), Hohe Mut (2653 m), Wildseespitze (2580 m), Plattenspitze 2517 m), Schermerspitze (3116 m), Kirchenkogel (3113 m).

## Közlekedési körülmények

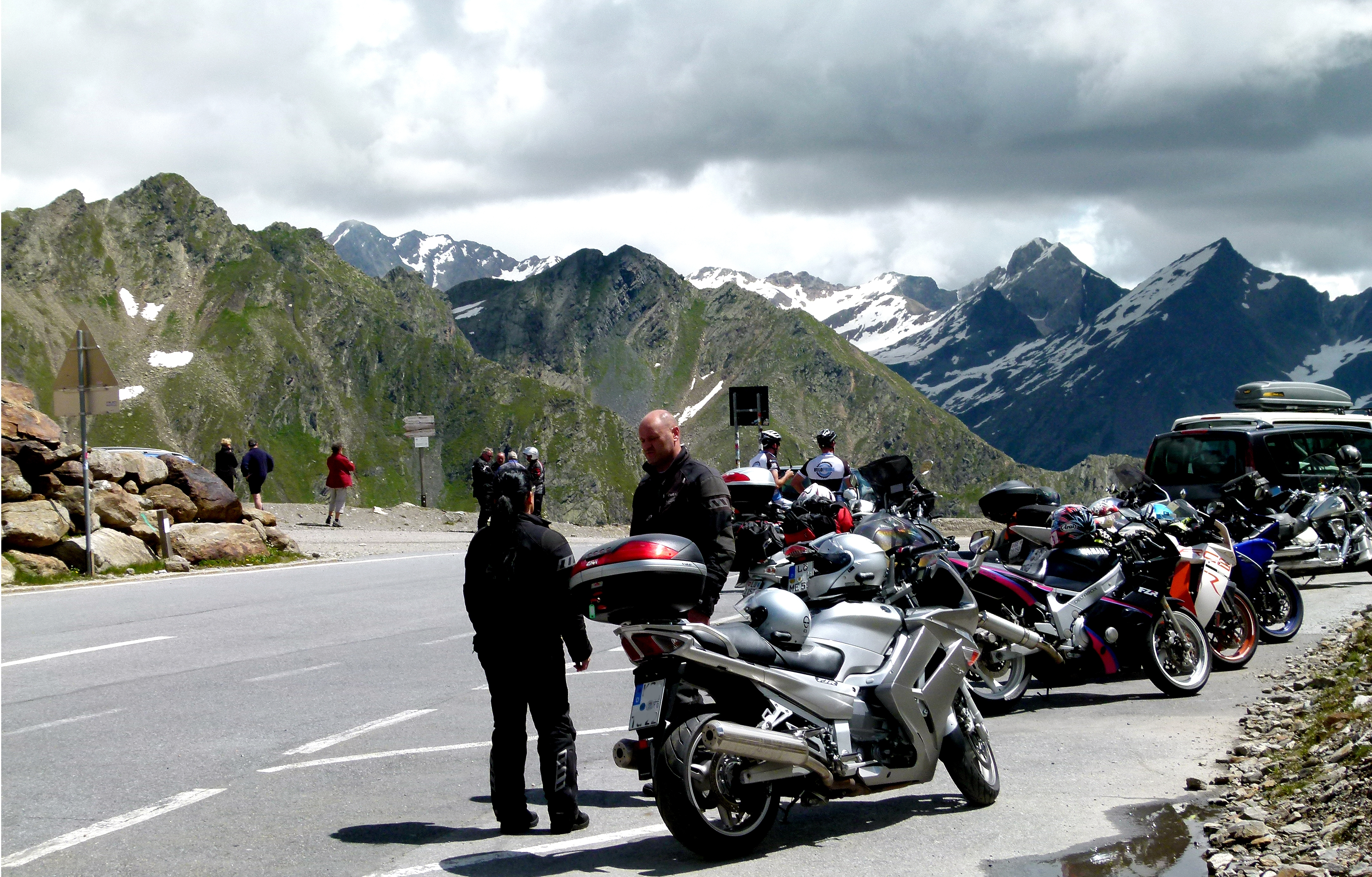
Motorosok a hágón

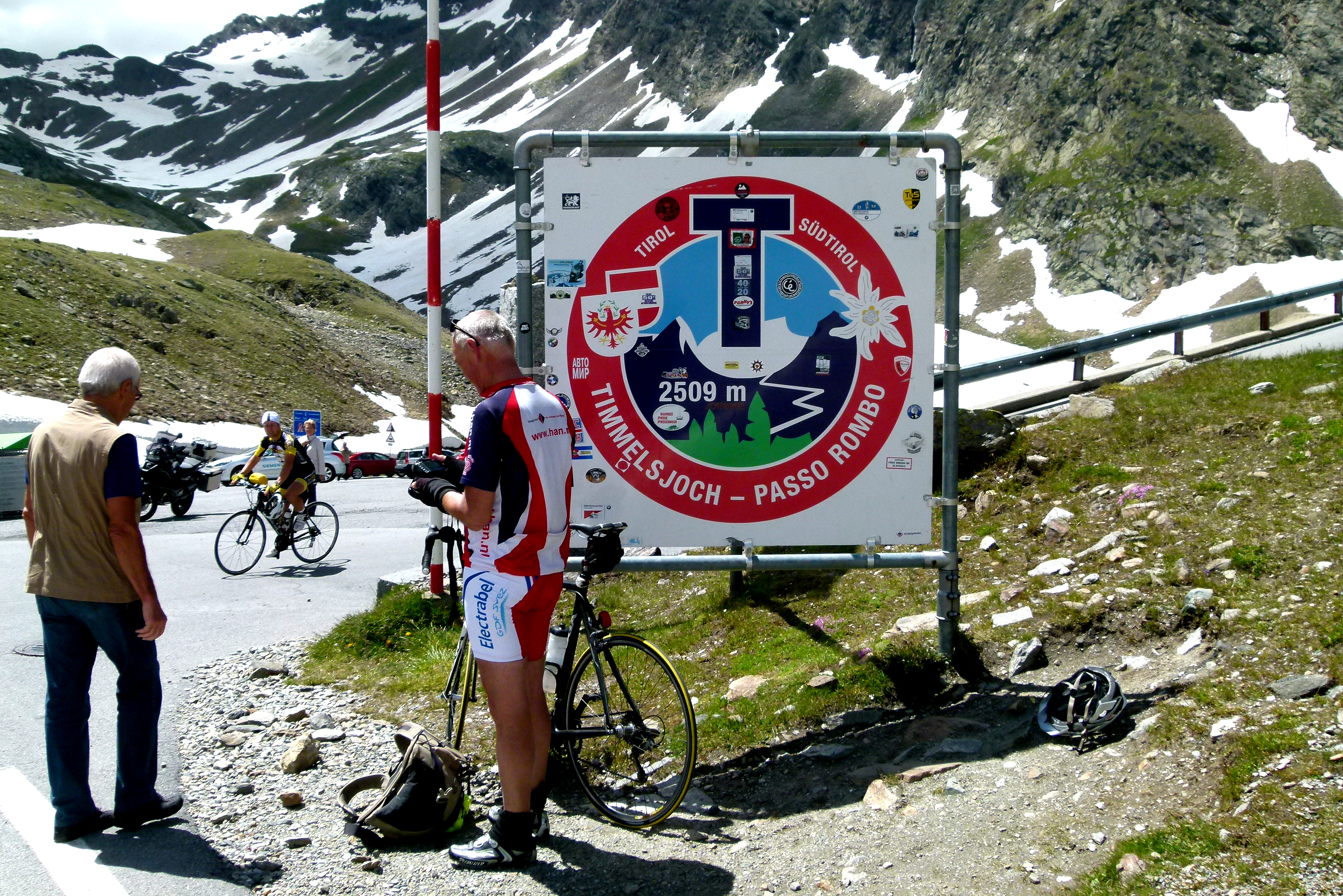
Kerékpárosok a hágón

A hágó és a hágóutak hivatalosan június közepétől október közepéig – naponta 7 és 20 óra között – használhatók. Figyelemre méltó, hogy a hágót és hágóutakat a többi közúti járművek – mint személyautók, motorkerékpárok és kerékpárok – mellett a teherjármű-forgalom is igénybe veheti.
Az útvonal nagyon kedvelt a kerékpárversenyzők részéről, az Alpokban található egyik legjelentősebb folyamatos emelkedő-jellege miatt. Kifejezetten jelentős teljesítménynek számít a 30 kilométeres úton 1800 m magasságot St. Leonhardtól a hágócsúcsig leküzdeni, majd visszakerekezni. Mindenekelőtt a meredek hegyoldalon való, 800 méteres hágó-előtti szerpentines záróemelkedés a leghatásosabb. Évente augusztusban a Timmelsjochon át rendezik meg az Ötztal-Radmarathont. Ebben a maraton-programban a Timmelsjoch különleges nehézségűnek számít, mivel a Sölden, Kühtai, Innsbruck, Brenner-hágó, és Jaufen-hágó szakaszai után ez a legutolsó emelkedésű (befutó) útszakasz. 1988 óta a Meránóból Timmelsjochon át Innsbruckig tartó útszakaszt beillesztették a Giro d’Italia kerékpáros versenyprogramba is.

## Idegenforgalom, turisztika
A Timmelsjoch - és hágóútjai - Ausztria legmagasabban fekvő határátkelő helye, emellett frekventált idegenforgalmi folyosó. Igénybevételéhez útvámot kell fizetni. Az Ötz-völgy felől Hochgurgl turistatelepülés után található a vámhely; az útvám megváltására (mindkét felől). Az osztrák oldali útvám-fizetés az itáliai oldali hágóút igénybevételére is jogosít. A vámhelyen – a vámcetli mellékleteként, a Timmelsjoch térségének térképvázlatát is tartalmazó – turisztikai attrakciókról és lehetőségekről bő tájékoztatást nyújtó (német, olasz, angol nyelvű) szórólapot is adnak (javasolt megóvni, mivel a turistakiszolgáló építmények helyét is feltüntették rajta) a turistáknak. A vámház épületében működik Európa legmagasabban fekvő motorkerékpár-múzeuma, a „Top Mountain Motorcycle Museum”. Az épület 2021. január 18-án egy elektromos műszaki hiba következtében teljesen leégett, a kiállított járművek megsemmisültek. Az Oldtimer-miliő és a motorkerékpáros társadalom adományainak segítségével a múzeumot 2021 végére ismét megnyitották.
- Steg: A vámhelynél a 3000 méteres hegyektől körülvett Ötztaler Naturparkról egyedülállóan szép panorámafeltárulást biztosító objektum. A kilátóhelyről remek kép tárul fel pl. az obergurgli cirbolyafa-erdőről, a látványgazdagító gleccserről, s a tájba simuló településekről.
- Schmuggler: Az építmény a hágó történelmi hagyományainak felélesztését (Schmuggler=csempész(ek), ill Kraxenträger=málhacipelő(k) azaz hegyi hordárok) és emlékét szolgálja, az ötzvölgyi oldal azon helyén, ahol az ősi málhásút és a mai hágóút vonalai találkoznak.
- Passmuseum: A hágómúzeum csőszerű vasbetonépítménye a hágócsúcs jellegzetes építménye, s a hágó határátkelő-jellegét szándékozik kidomborítani. Az Eishöhle (jégbarlang) belső terében a hágó és hágóút történetét, a hágót bejáró hegymászók (Bergsteiger) történetét, teljesítményeiket, a hágónév születését, valamint az időszámítás előtti események egy kis szeletét mutatja be.
- Fernrohr: A Scheibkopf alatt kialakított helyen létesített, távcsövet imitáló vasbetonegyüttes lehetőséget nyújt a Naturpark Texelgruppe csodálatos panorámájának élvezetére, ezen belül a 3304 méteres Granatkogel, 3403 méteres Hohen First örökgleccsertől rágottas oldalaira, geológiai látványosságaira, s a hágó mögötti hegyoldalakon merészen ugráló hegyi zergékre.
- Granat: A hágóút dél-tiroli kezdőszakasza közelében levő létesítményből nagyon szép panorámakép élvezhető a Passeier-völgyről és Moos településről, Dél-Tirol legmagasabb vízeséséről, az Europadorf nevű gyermekfaluról.

### Egyéb turistaszolgáltatások
A hágón viszonylag tágas parkolóhely, teát, kávét, hideg-meleg ételeket árusító vendéglátó-hely működik, segítséget nyújtva az innen induló hegymászó túrázók részére.
A kiránduló-túrázók számára a konkrét helyi viszonyokról a vámhely esetében (tel: +43(0)5256 6240) info@timmelsjoch.com és www.timmelsjoch.com forrásokból lehet informálódni.

## Képgaléria

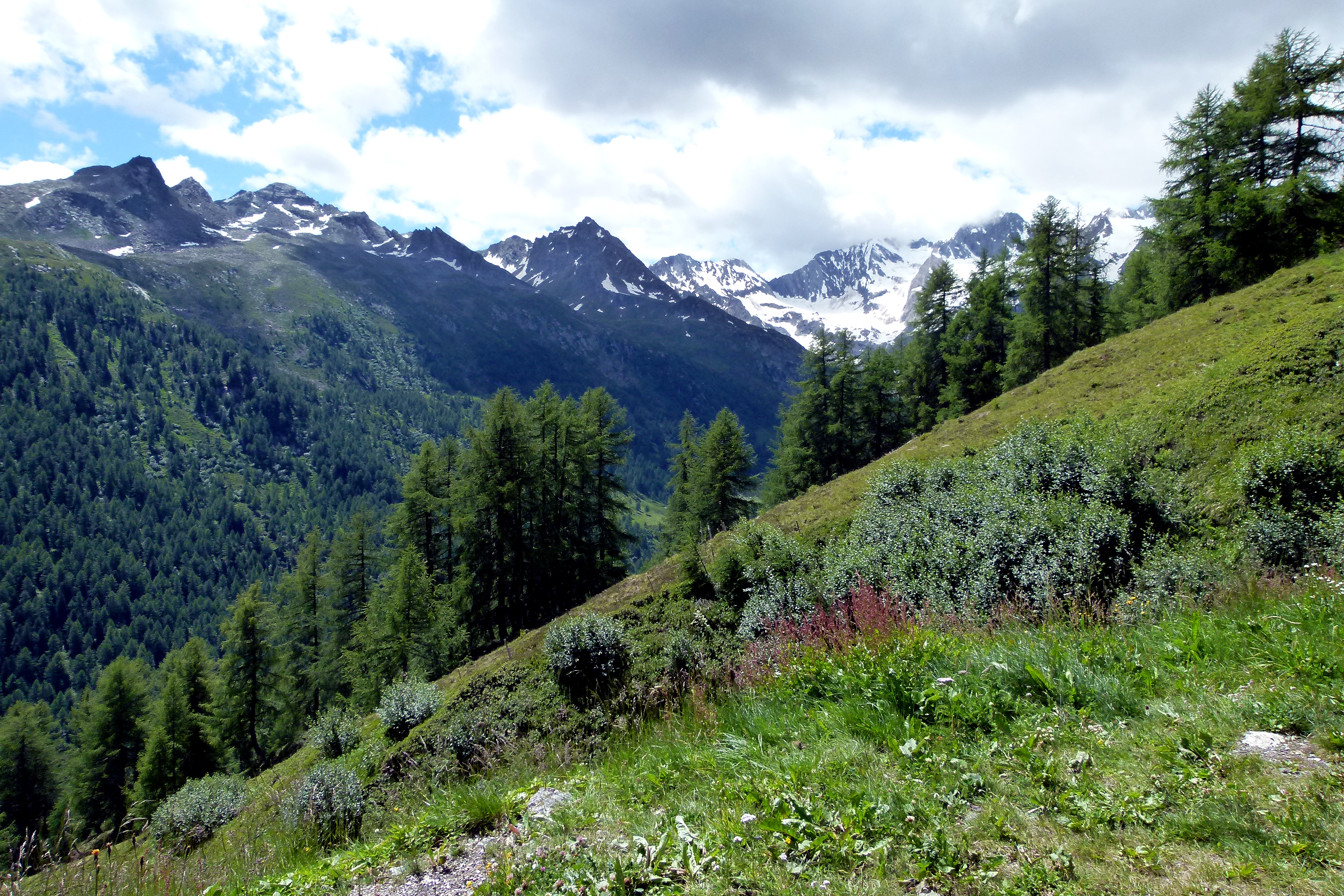
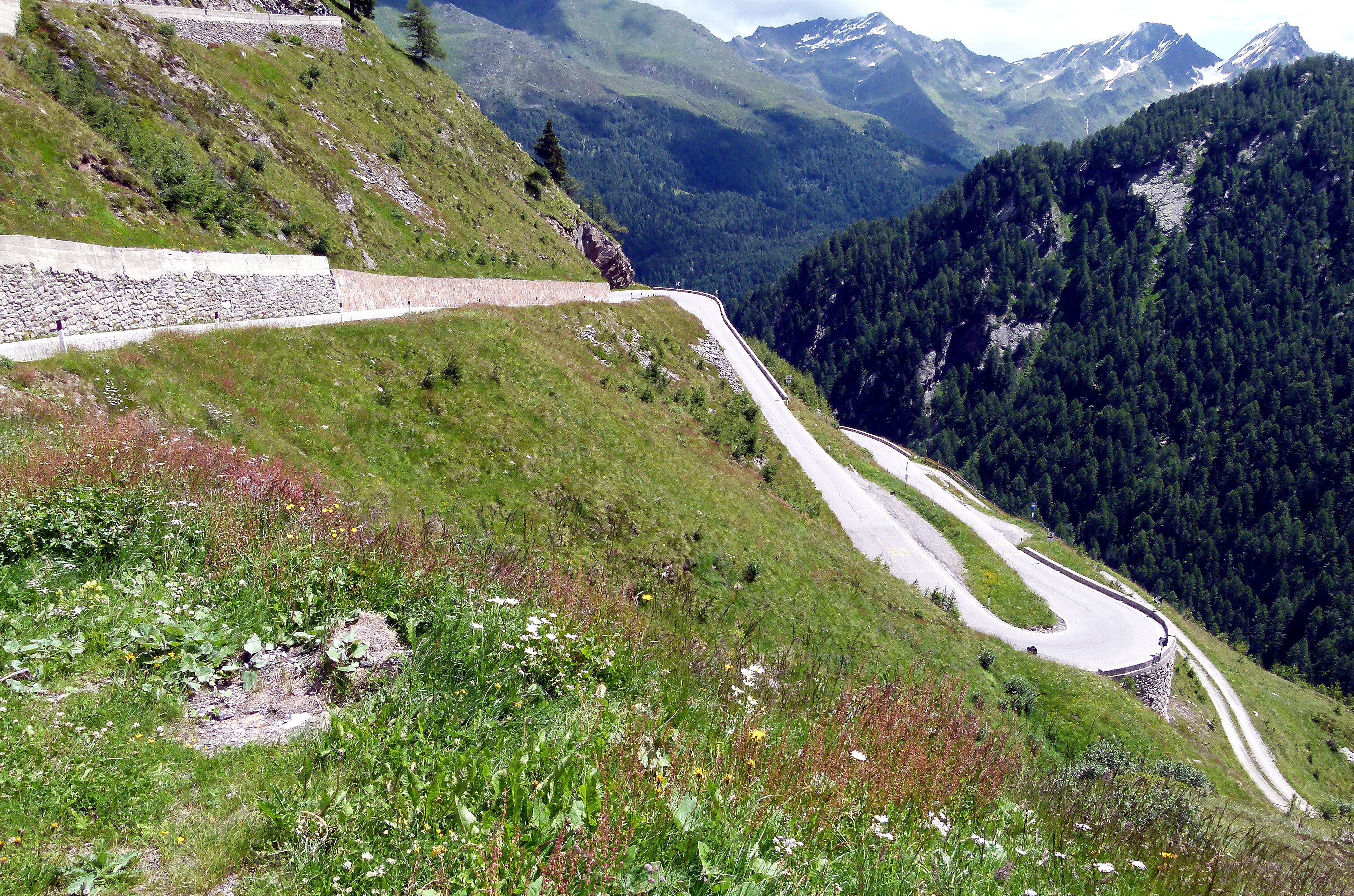
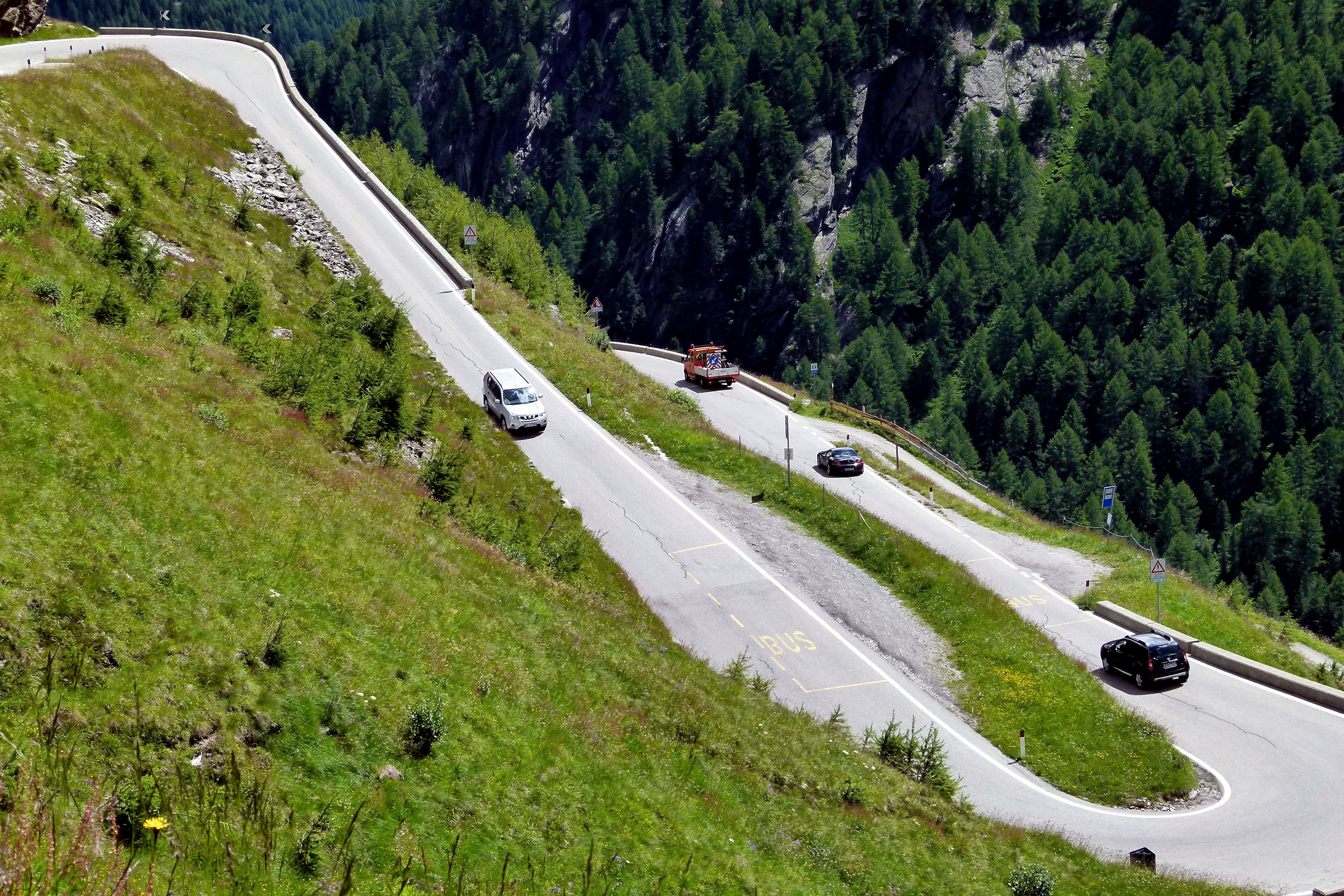
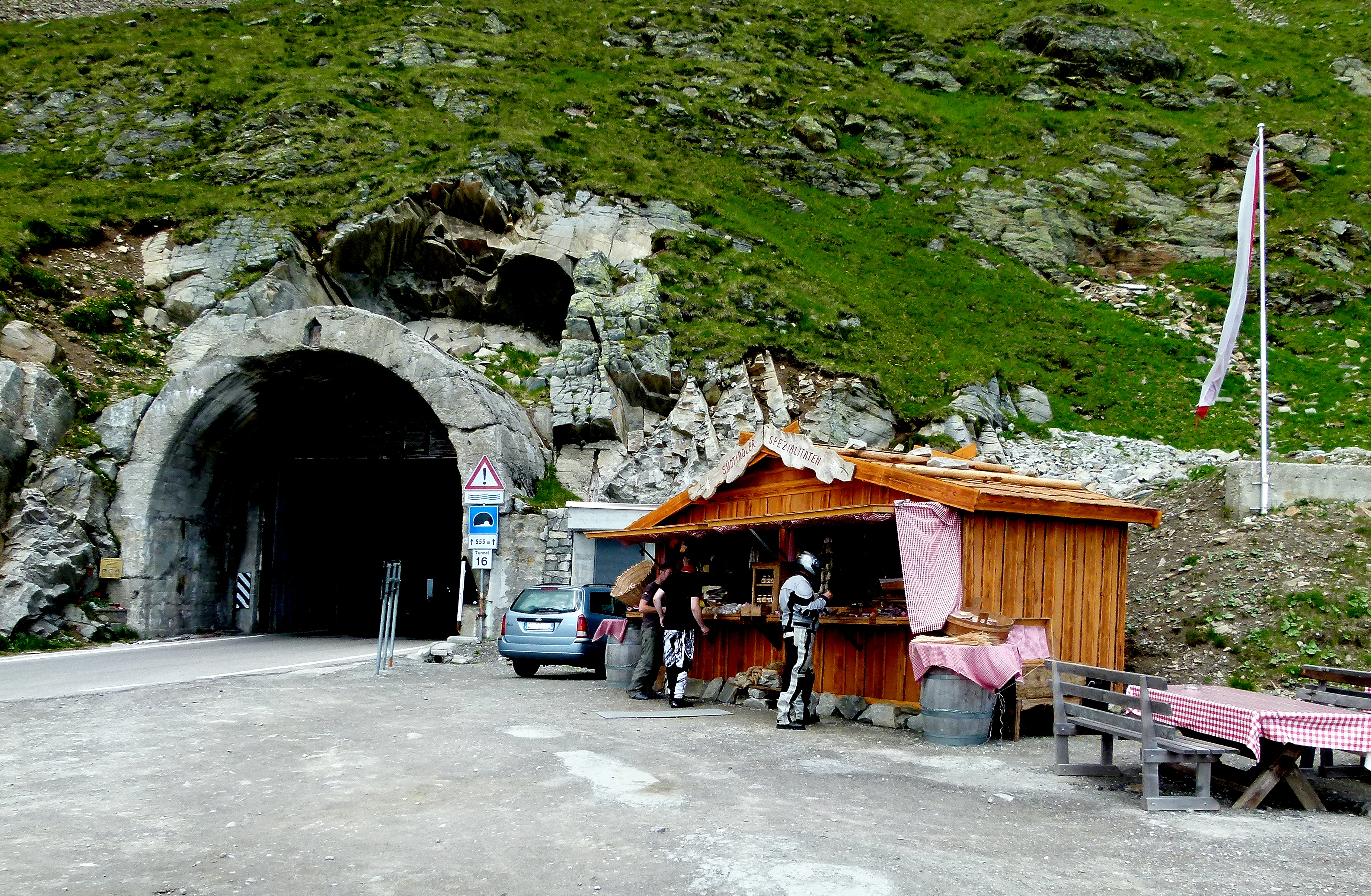
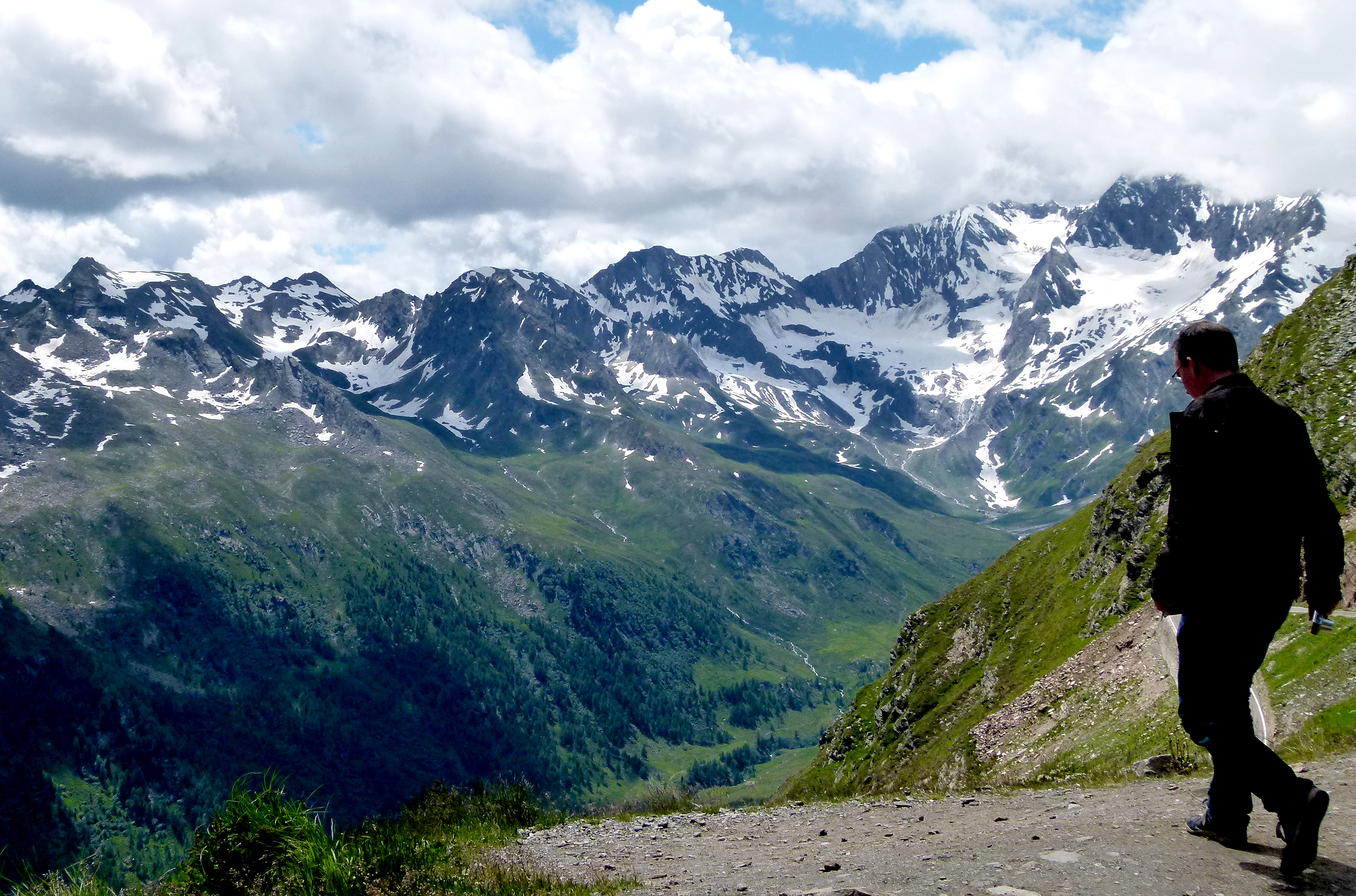
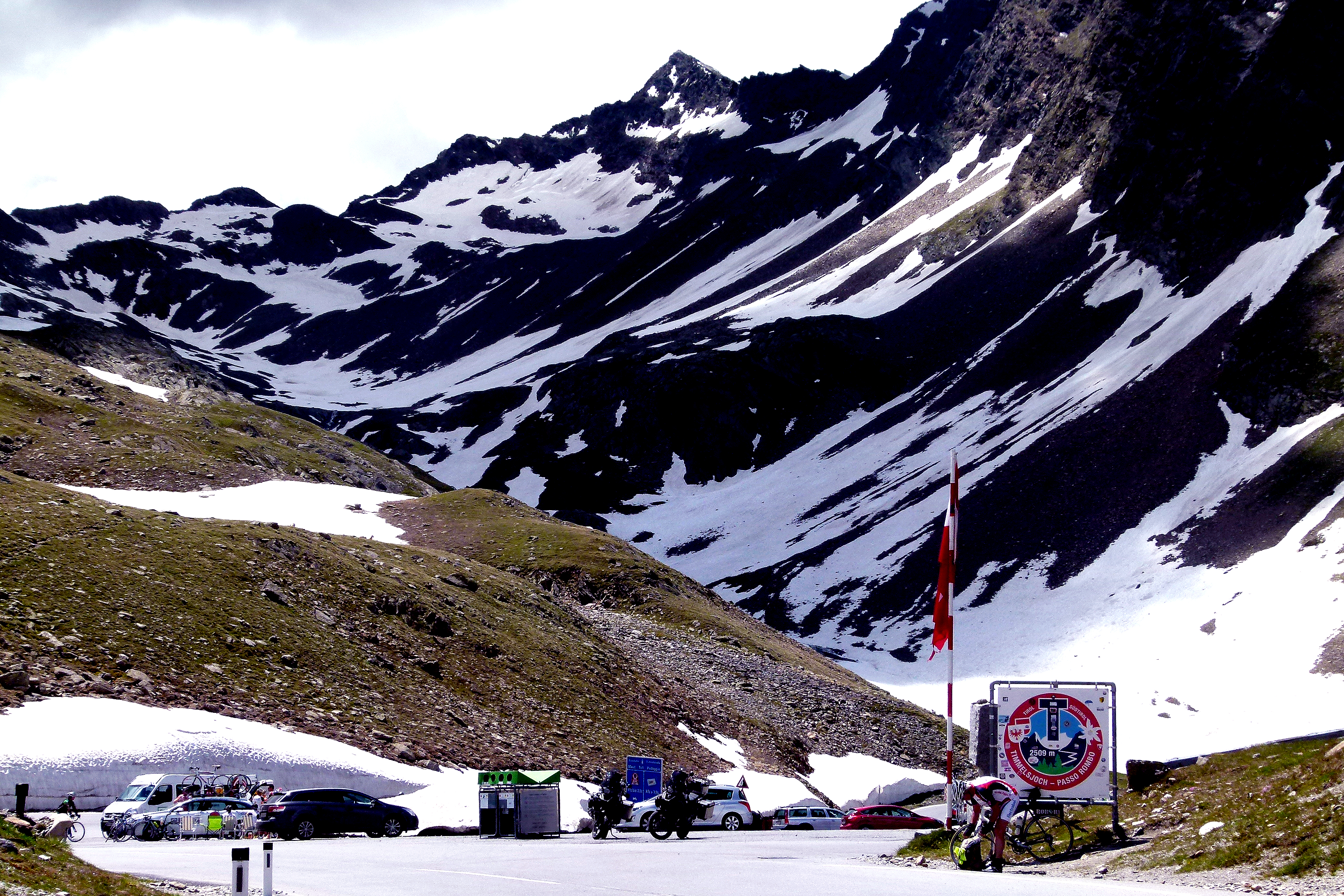
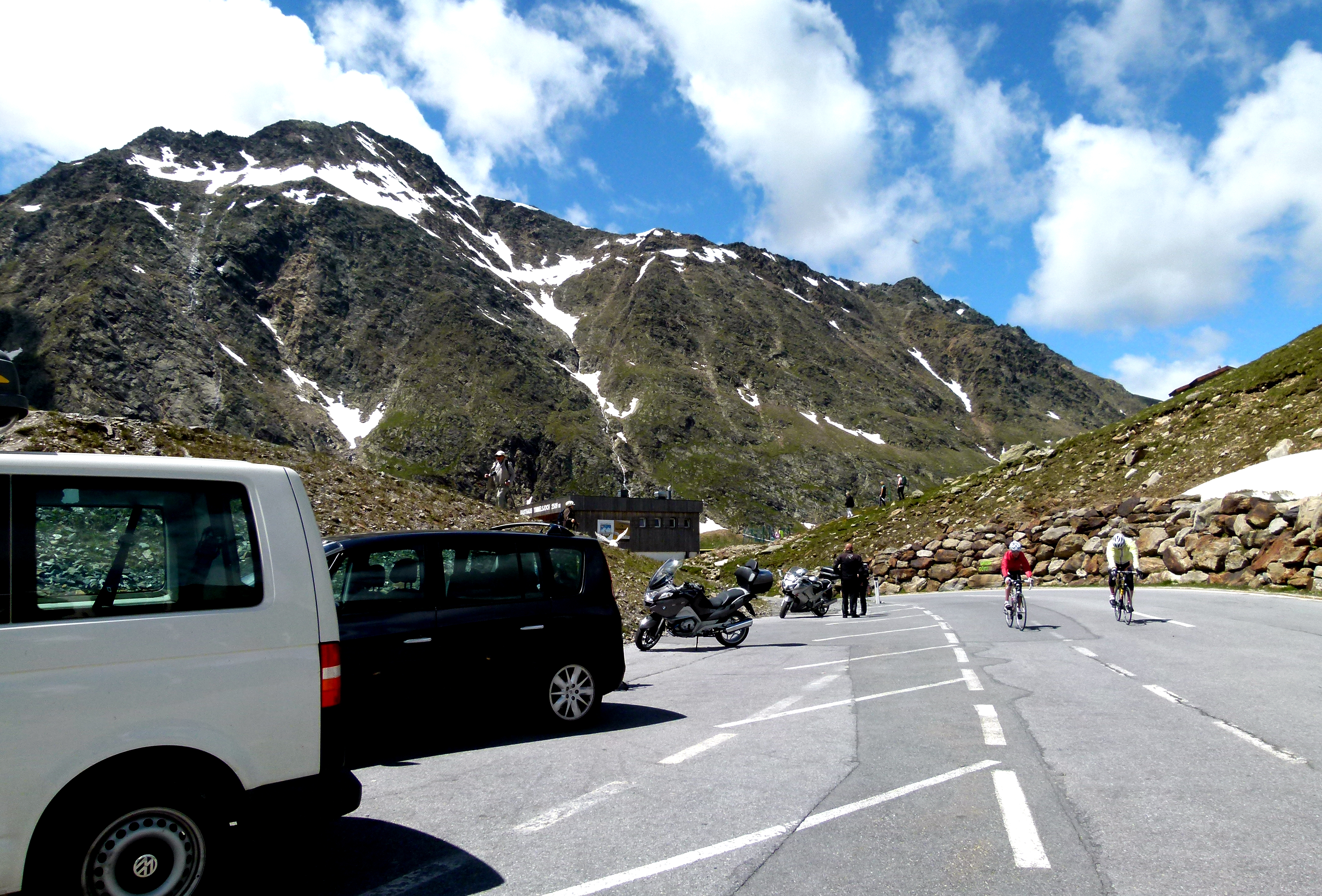
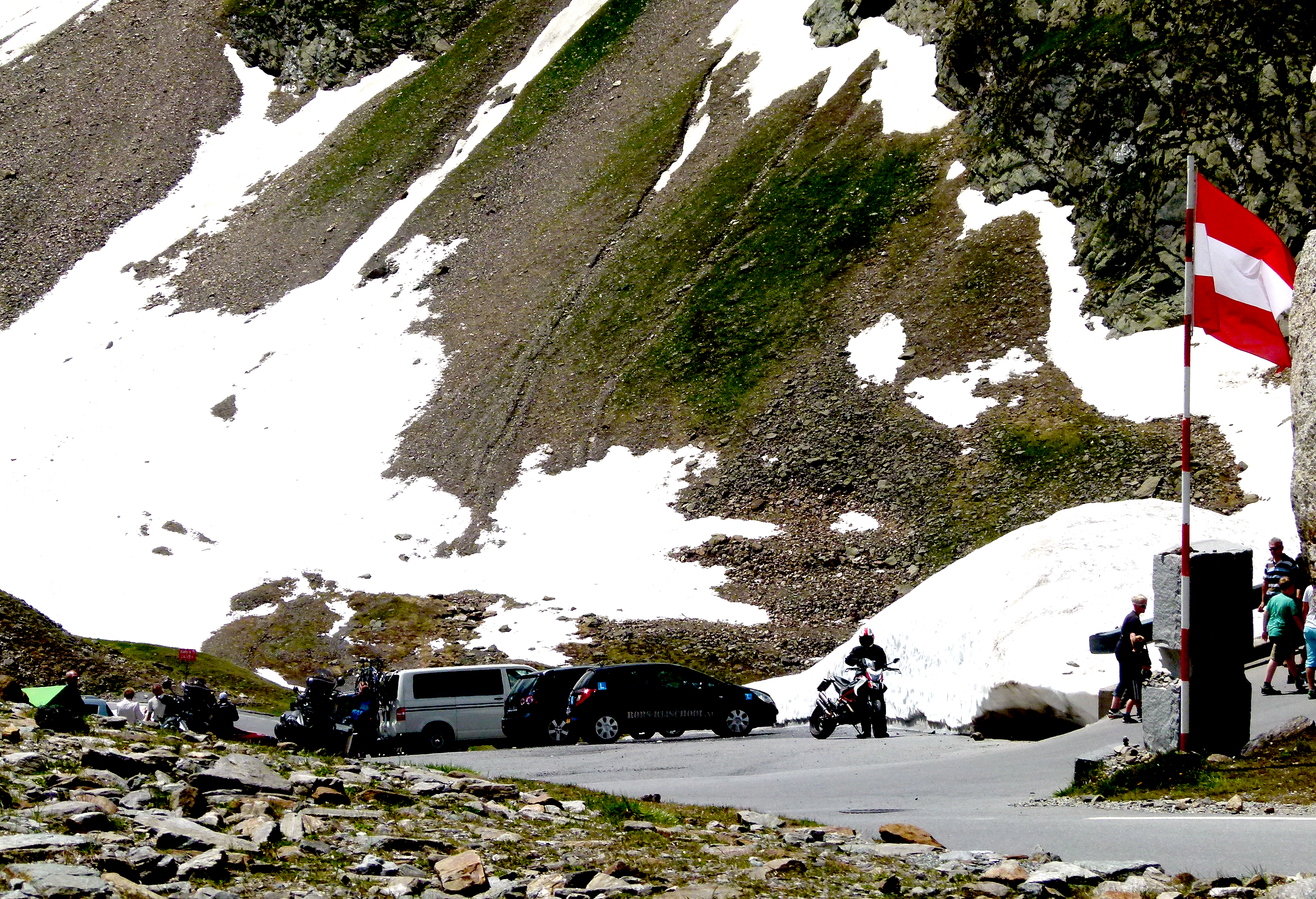
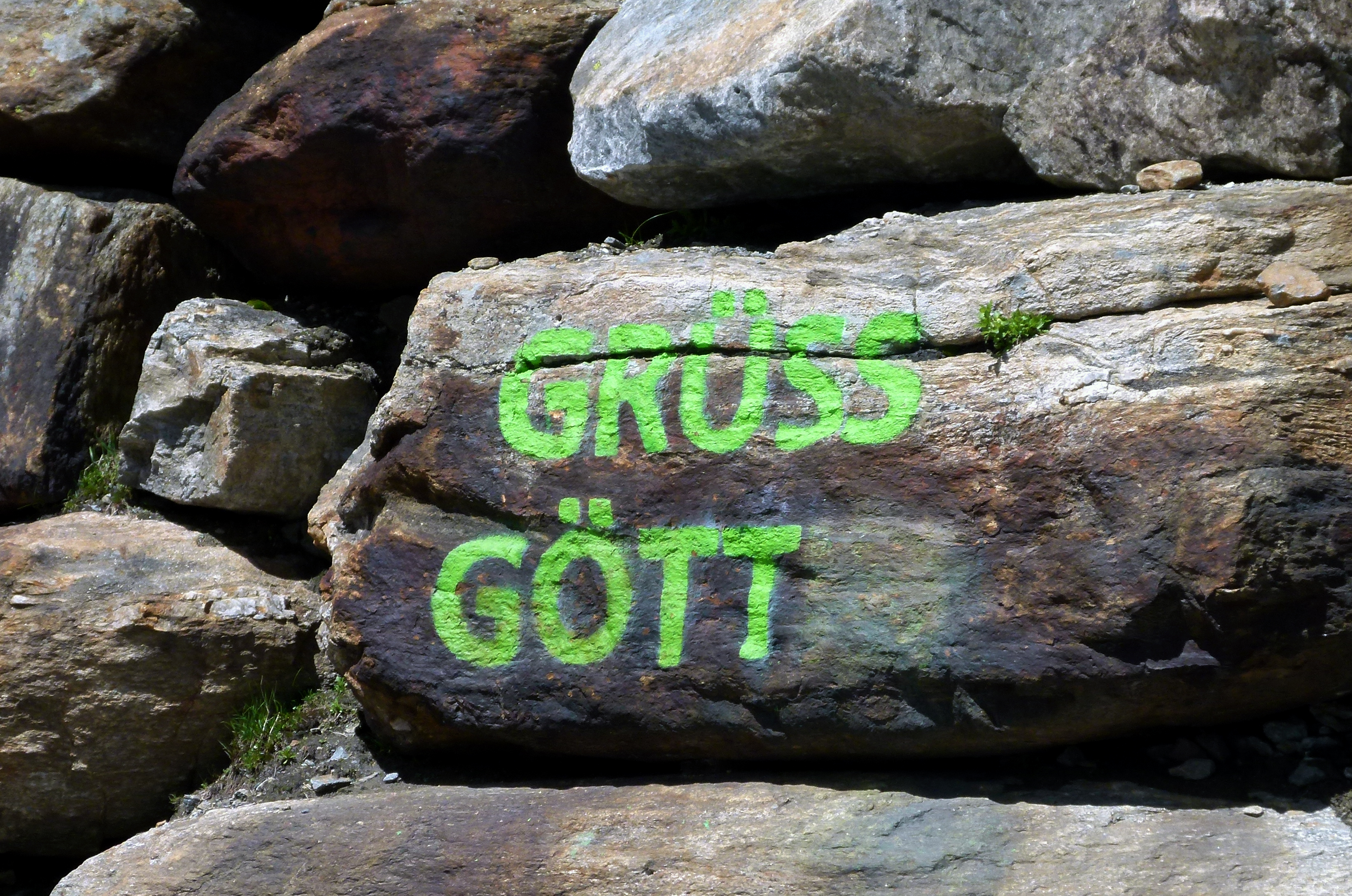
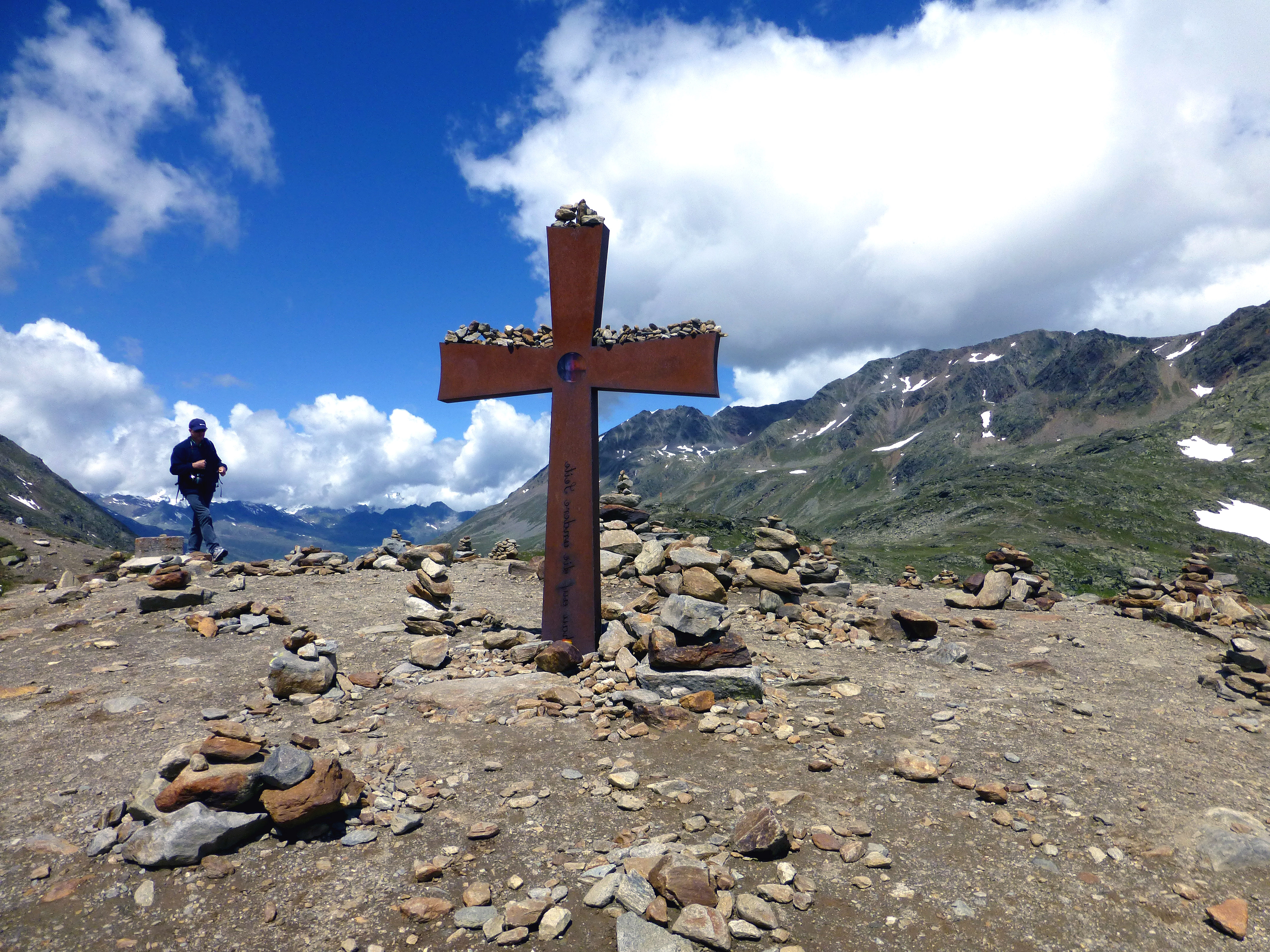
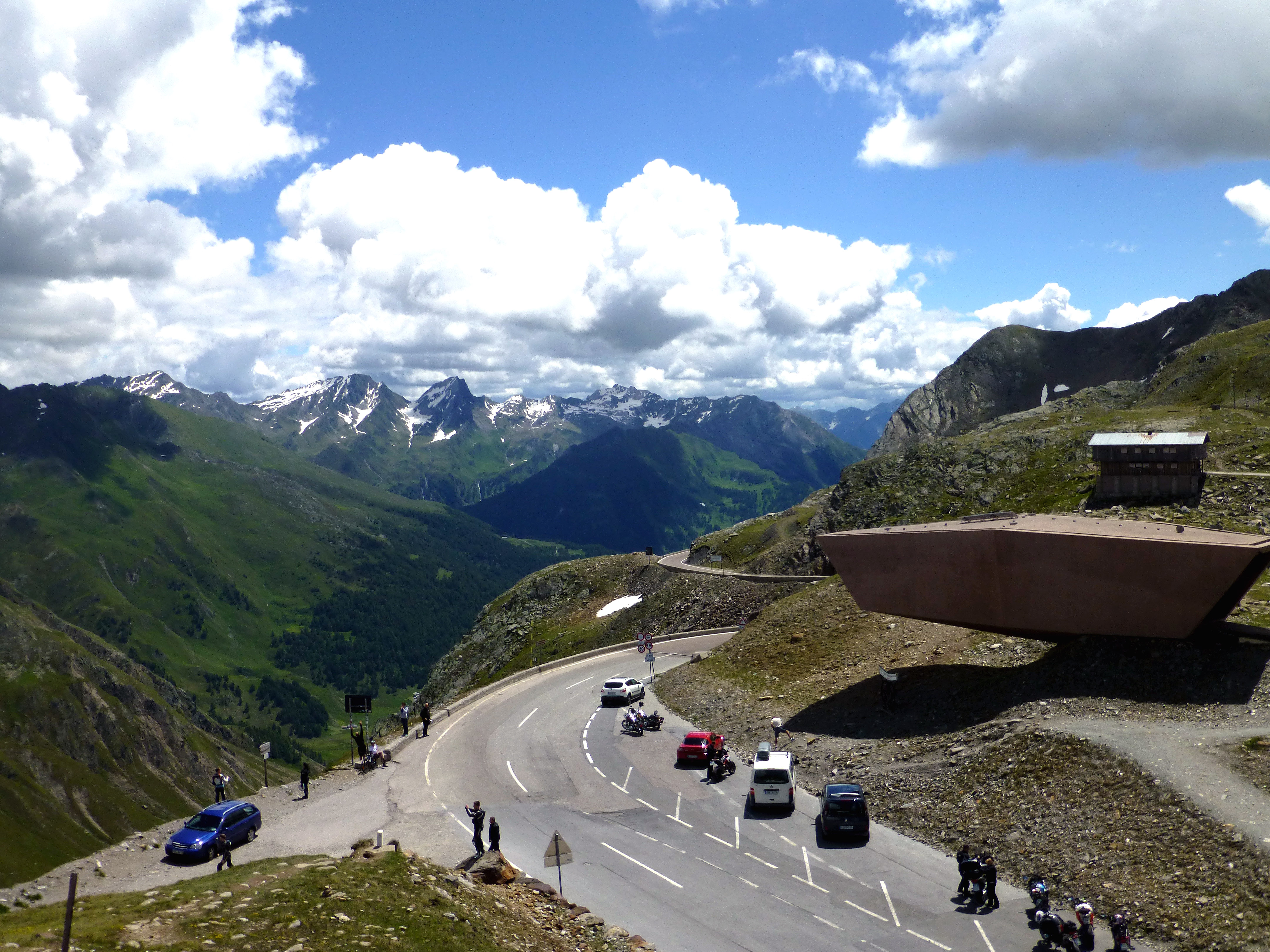